# Itsaso Conde
Itsaso Conde Durán (Vitoria, 10 de agosto de 1996) es una jugadora vitoriana de baloncesto profesional, que juega en la Liga Femenina 2 de Baloncesto de España en el Club Baloncesto Aros.

## Trayectoria
Formada en las categorías inferiores de Gasteizko Abaroa SKE y Araski AES como jugadora desde el año 2009, Conde ha pasado por casi todas las categorías inferiores de la selección española. Tras jugar con Araski AES durante su primera temporada en Liga Femenina 2 en 2014-2015, la posibilidad de contar con una beca universitaria completa, de disponer de las instalaciones del CEAR y su proyecto deportivo fueron las razones que llevaron a Conde a jugar las temporadas 2015-2016 y 2016-2017 en el Club Baloncesto Aros en la Liga Femenina 2 de Baloncesto.

## Clubes
- 2009-2010 y 2010-2011 Club Gasteizko Abaroa en Cadete, Liga Vasca y 1ª división.[3]
- 2001-2011 a 2013-2014 Club Araski AES en Liga Vasca femenina.[3]
- 2014-2015 Araski AES (LF-2).[3]
- 2015-2016, 2016-2017 y 2017-2018 Club Baloncesto Aros en la Liga Femenina 2.[3]

## Selección nacional

### Categorías inferiores
En 2012, con la selección española ganó el oro en el Campeonato de Europa Sub’16 de Hungría.
En 2014, con la selección española ganó el bronce en el Campeonato de Europa Sub-18 de Portugal.
En 2015 Conde estaba prevista para la selección de la U19 en el Mundial de Chekhov (Rusia) y también participase con la U20 en el Europeo de Lanzarote. Sin embargo, no pudo participar por una lesión.
En 2016, con la selección española ganó el oro en el Campeonato de Europa Sub-20 de Portugal.

### Participaciones internacionales
| Título                                             | Sede     | Resultado  | Año  |
| -------------------------------------------------- | -------- | ---------- | ---- |
| Torneo de la amistad Sub-15 femenino de baloncesto | Cerdeña  | Campeona   | 2011 |
| Campeonato Europeo Sub-16 femenino de baloncesto   | Hungría  | Campeona   | 2012 |
| Campeonato Europeo Sub-18 femenino de baloncesto   | Portugal | 3er puesto | 2014 |
| Mundial de Baloncesto Femenino Sub-19              | Rusia    | 4º puesto  | 2015 |
| Campeonato Europeo Sub-20 femenino de baloncesto   | España   | Campeona   | 2015 |
| Campeonato Europeo Sub-20 femenino de baloncesto   | Portugal | Campeona   | 2016 |

## Palmarés

### Copas internacionales
| Título                           | Club                                       | País     | Año  |
| -------------------------------- | ------------------------------------------ | -------- | ---- |
| Oro Campeonato Europeo Sub-16    | Selección femenina de baloncesto de España | Hungría  | 2012 |
| Bronce Campeonato Europeo Sub-18 | Selección femenina de baloncesto de España | Portugal | 2014 |
| Oro Campeonato Europeo Sub-20    | Selección femenina de baloncesto de España | Portugal | 2016 |